# Henri-Pierre Roché

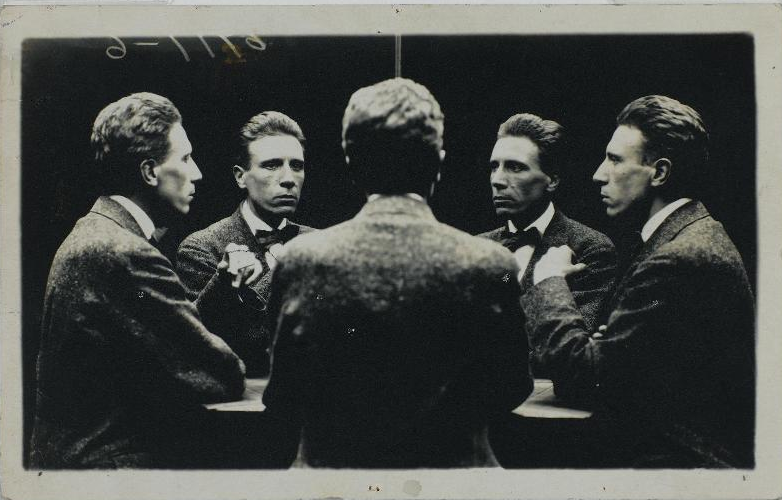
Multiple Porträt Rochés (1917)

Henri-Pierre Roché (* 28. Mai 1879 in Paris; † 9. April 1959 in Meudon) war ein französischer Schriftsteller und Kunstsammler.

## Leben und Werk
Roché wurde von seiner Mutter allein erzogen, nachdem sein Vater sehr jung gestorben war. Nach dem Abitur begann er Politologie zu studieren, gab dies jedoch schnell auf, da er sich stärker zur Malerei hingezogen fühlte. Er studierte in Paris Zeichnen, was er jedoch auch nicht beendete. Nach den nicht abgeschlossenen Studien ging er auf Reisen und begann Kunst zu sammeln. Außerdem übersetzte er chinesische Gedichte ins Französische. Sie wurden von Komponisten wie Georges Auric, Albert Roussel oder Fred Barlow vertont.

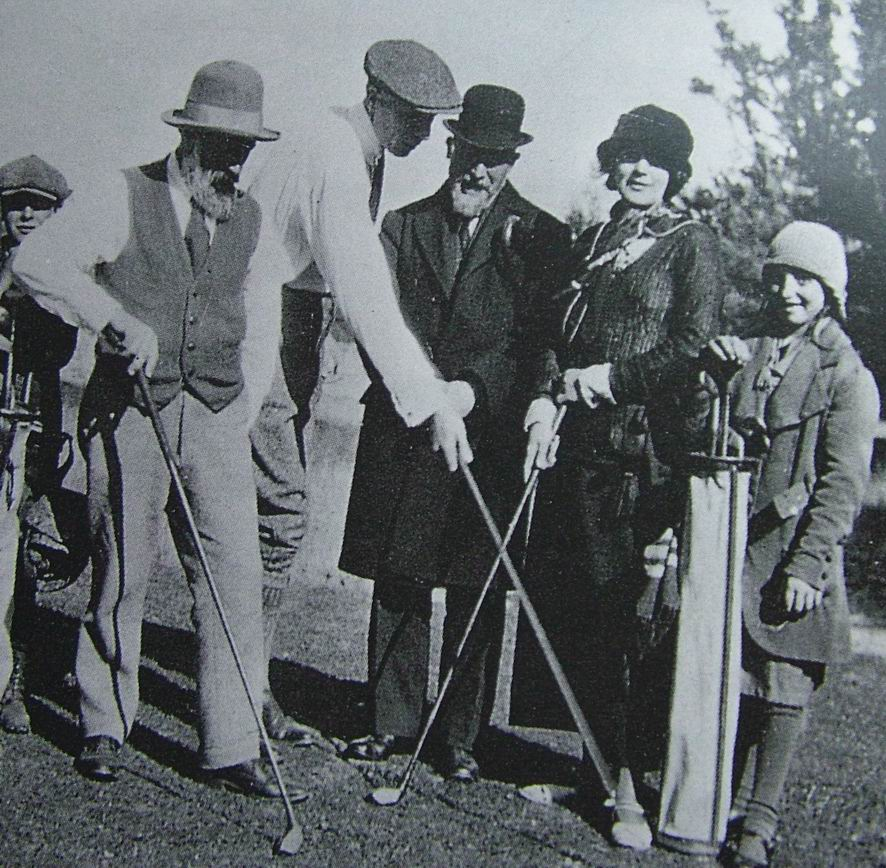
Constantin Brâncuși, Henri-Pierre Roché, Erik Satie und Jeanne Robert Foster auf Einladung von John Quinn beim Golfspiel, 1923

In den Jahren vor dem Ersten Weltkrieg war er befreundet mit zahlreichen in Paris lebenden Künstlern. Er vermittelte die erste Begegnung von Gertrude Stein mit Pablo Picasso, den er später als erster in die USA brachte und dort bekannt machte. Zu seinen Freunden zählten Francis Picabia, Constantin Brâncuși, Marcel Duchamp und Wols. Roché gilt als erster Sammler von Wols-Aquarellen. Sein engster Freund in dieser Zeit war jedoch der junge deutsche Schriftsteller Franz Hessel. Dieser Freundschaft setzte er mit seinem Roman Jules und Jim später ein bleibendes Denkmal. 1962 wurde danach der Kinofilm des Regisseurs François Truffaut, Jules und Jim, gedreht.
1914 wurde er während der Mobilmachung von der französischen Armee als untauglich gemustert, kam jedoch aufgrund einer Denunziation für zwei Wochen unter Spionageverdacht in Haft. Es waren die Briefe seines deutschen Freundes Hessel, die ihn unter Verdacht gestellt hatten. 1916 verließ er Frankreich und lebte in New York, wo er zusammen mit Marcel Duchamp und Beatrice Wood 1917 das dadaistische Magazin The Blind Man herausgab.
In New York arbeitete Roché vor allem als Kunsthändler. Dennoch fand er auch Zeit zu schreiben. Erste Erzählbände erschienen 1916 und 1920. Am 11. Juli 1920 begab er sich mit Claire und Yvan Goll auf eine mehrmonatige Geschäftsreise nach Deutschland. Dabei traf er unter anderem auf Carl Sternheim, der eines seiner Werke übersetzte, den Verleger Hermann von Wedderkop, den Spartakisten Carl Einstein und die Maler Rudolf Levy und Otto von Wätjen. 
Seinen ersten Roman Jules und Jim schrieb Roché erst im Alter von 73 Jahren. Berühmtheit erlangte er vor allem durch die Verfilmung dieses Romans und seines zweiten Werks Zwei Mädchen aus Wales und die Liebe zum Kontinent durch François Truffaut, den er kurz vor seinem Tod noch kennenlernte, um das erste Filmprojekt Jules und Jim zu besprechen. Die Premiere des Films erlebte er nicht mehr und so blieb er zu Lebzeiten eher ein Unbekannter.
1977 erschien postum als Fragment Victor, ein Roman über Marcel Duchamp, mit einem Vorwort von Jean Clair. Es wurde herausgegeben vom Centre national d’art et de culture Georges Pompidou, Paris.
Der Ornithologe und Vogelstimmenverleger Jean C. Roché ist sein gemeinsamer Sohn mit der Kunstbuchhändlerin Denise Charlotte Henriette Renard.

## Bibliographie
- Deux Semaines à la Conciergerie pendant la bataille de la Marne. Attinger Frères, Paris, 1916.
- unter dem Pseudonym Jean Roc: Don Juan et …. Éditions de la Sirène, Paris 1921. Neuausgabe: Actes Sud, Arles 1993.
  - Deutsch: Don Juan und …. Aus dem Französischen und mit einem Nachwort von Dörte Lyssewski. Klever, Wien 2021, ISBN 978-3-903110-76-2.
- Jules et Jim. Gallimard, Paris 1953.
  - Deutsch: Jules und Jim. Mit einem Vorwort von François Truffaut. Aus dem Französischen von Peter Ruhff. Zweitausendeins, Frankfurt am Main 1983. Neuausgabe: Gruner & Jahr, Hamburg 2010, ISBN 978-3-570-90728-3.
  - Neuübersetzung: Jules und Jim. Übersetzt von Patricia Klobusiczky. Schöffling & Co., 2015, ISBN 978-3-7317-6092-4.
- Deux Anglaises et le Continent. Gallimard, Paris 1956.
  - Deutsch: Die beiden Engländerinnen und der Kontinent. Aus dem Französischen von Wolfgang Sebastian Baur. Zweitausendeins, Frankfurt am Main 1983.
- Victor. Centre national d'art et de culture Georges Pompidou, Paris 1977.
  - Deutsch: Victor. Ein Roman. Mit einem Vorwort von Jean Clair. Aus dem Französischen von Simon Werle, Schirmer–Mosel, München 1986, ISBN 3-888-14211-3.
- Carnets 1, 1920-1921, Les années „Jules et Jim“. André Dimanche, Marseille, 1990.
- Écrits sur l'art. André Dimanche, Marseille, 1998.